# لهباب

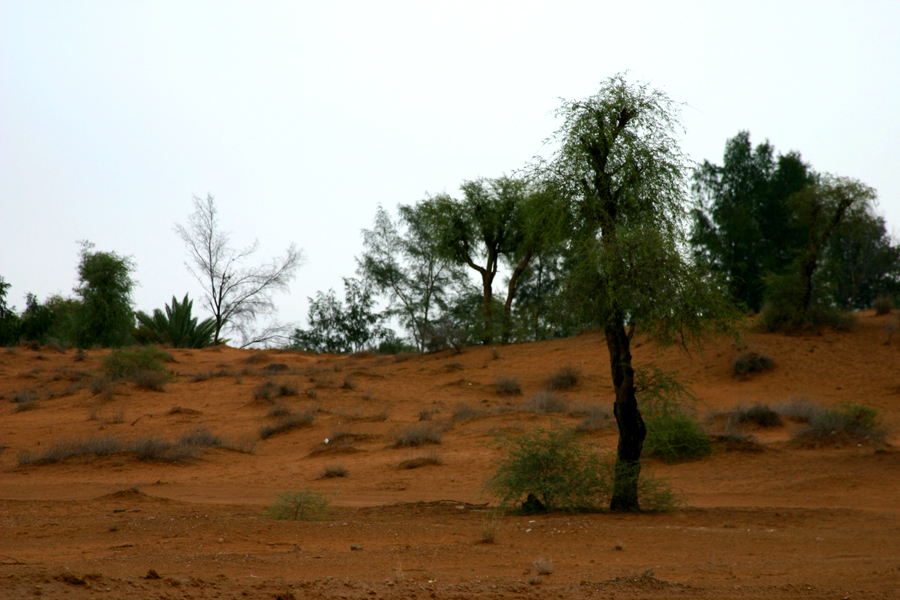
صحراء لهباب - دبي

لهباب هي إحدى مجتمعات إمارة دبي في دولة الإمارات العربية المتحدة، وتقع في القطاع 7 والقطاع 8 في جنوب شرق دبي.

## المنطقة
تشغل أراضي المجتمع مساحة 97.0 كيلومترًا مربعًا والتي تتطور في منطقة غير حضرية في شرق دبي، على الحدود مع إمارة الشارقة.
ينقسم المجتمع إلى مجتمعين فرعيين: لهباب الأول (مجتمع 731) في الشرق، ولهباب الثاني (مجتمع 831) في الغرب.
يحد المنطقة من الغرب أم المؤمنين والحميرة، ومن الجنوب مرغم ونزوى من الشرق، ومجتمعي الميريال ومن الشمال مجتمعي الميريال وإنخلي والوحوش.
حاليًا لا يخدم مترو دبي المنطقة.